# VN Brda–Collio
Velika nagrade Brda–Collio (s kratico VN Brda–Collio, angleško Grand Prix Brda-Collio) je enodnevna kolesarska dirka, ki poteka po Goriških brdih. Organizacijo vodi Kolesarska zveza Slovenije (KZS), tekma je na koledarju marca, prvič je potekala leta 2024.

## Zmagovalci
| Leto | Zmagovalec                               | Drugi                               | Tretji                        |
| ---- | ---------------------------------------- | ----------------------------------- | ----------------------------- |
| 2024 | Marcin Budzinski (Mazowsze Serce Polski) | Patryk Stosz (Team Felt–Felbermayr) | Thomas Capra (CTF Victorious) |
| 2025 | Marcin Budzinski (ATT Investments)       | Tilen Finkšt (Adria Mobil)          | Paul Wright (Factor Racing)   |